# Co-Sleeping

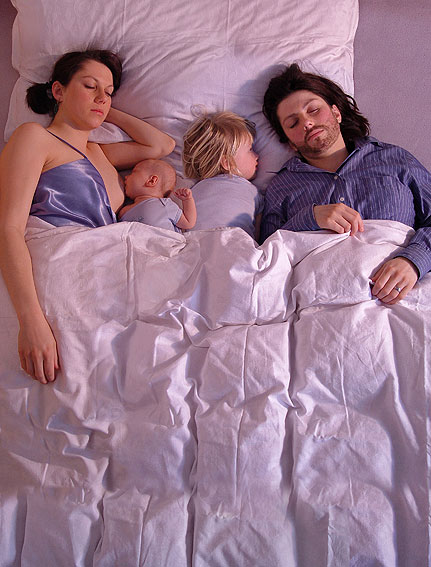
Schlafende Familie

Co-Sleeping (englisch co-sleeping) bezeichnet die Praxis, dass Kinder in unmittelbarer Nähe von einem Elternteil oder beiden Eltern schlafen. Unter diesen Begriff fällt das Schlafen in einem gemeinsamen Zimmer (englisch room sharing) ebenso wie das Schlafen in einem gemeinsamen Bett (im Familienbett oder allgemeiner einer gemeinsamen Liegefläche, englisch bed sharing), das oft auch als Co-Bedding oder Co-Sleeping (im engeren Sinne) bezeichnet wird. Das Schlafen eines Kindes im Kinderzimmer fällt somit nur dann unter diesen Begriff, wenn auch ein Elternteil dort übernachtet.
Der Anthropologe und Leiter des Mutter-Kind-Schlaflabors an der University of Notre Dame (Indiana), James J. McKenna, nennt als Definition für Co-Sleeping das Schlafen in unmittelbarem Körperkontakt (etwa in den Armen oder mit passiver Berührung im Liegen) oder nahe genug, um sensorische Reize wie Klang, Bewegung, Berührung, Sicht, Gas, olfaktorische Reize, CO2 oder Temperatur wahrzunehmen, auf sie zu reagieren oder sie auszutauschen.

## Kulturgeschichte
Das gemeinsame Schlafen mit den Eltern ist weltweit verbreitet und wegen kultureller Gegebenheiten sowie aus Gründen begrenzten Wohnraums üblich.

### Deutschland
In Deutschland hatten bis Anfang des 20. Jahrhunderts viele Kinder kein eigenes Bett. Im Kaiserreich war in den ärmeren Schichten mit der Verstädterung der Wohnraum knapp und teuer geworden; Arbeiterfamilien bewohnten Kleinwohnungen mit einem beheizten, zum Kochen, Essen und Aufenthalt genutzten Zimmer und ein bis zwei unbeheizten Schlafzimmern. Die Eltern hatten meist ein eigenes Bett, die Kinder teilten sich notgedrungen ein Bett mit Eltern oder Geschwistern. Vielfach besserten Wohnungsmieter durch die Aufnahme von „Schlafgängern“ und Untermietern ihr knappes Einkommen auf.

### Schweden
Einer Studie zufolge ist in Schweden das Co-Sleeping mit beiden Eltern bis zum Schulalter verbreitet.

## Theorien zur psychologischen Bedeutung
Dem Co-Sleeping wird des Weiteren ein Einfluss auf die kindliche Entwicklung und die Bindung an die Eltern zugesprochen. Analysen zeigten, dass im Vergleich innerhalb einer Versuchsgruppe von 3- bis 8-jährigen Kindern diejenigen Kinder geringere Niveaus von Kortisol aufwiesen, die bis zum Alter von vier Jahren vergleichsweise weniger Zeit in Kindertagesbetreuung verbracht hatten oder die im Zimmer der Eltern geschlafen hatten.
Weitere Untersuchungen befassen sich mit dem Einfluss auf das Stillen und das Schlafverhalten von Mutter und Kind. Das Schlafen in einem Familienbett erleichtert es der Mutter, das Kind nachts an seinen Hunger und Schlafrhythmus angepasst zu stillen. Es wird berichtet, dass längere Phasen ruhigen Schlafs bei getrennt schlafenden Kindern zu beobachten sind und dass stillende Mütter mehr Schlafperioden aufweisen, wenn sie bei ihrem Kind schlafen. Die Förderung des Stillens wird als eines der wesentlichen Argumente für Co-Sleeping angesehen.
Nächtliches Stillen kann insbesondere bei erwerbstätigen Müttern die Aufrechterhaltung des Milchflusses unterstützen, so dass das gemeinsame Schlafen mit dem Kind eine Möglichkeit darstellt, Stillen, Berufstätigkeit und Schlaf zu verbinden. Der Pädiater Martin Stein hebt hervor, dass das nächtliche Co-Sleeping im zweiten Lebensjahr die Mutter-Kind-Bindung stärken kann und das Kind sich tagsüber hingegen in seinen Fähigkeiten als unabhängig erfahren könne. Eine solche Spezialisierung des Tag-und-Nacht-Erlebens könne Energien für die zur Individuation hinführenden Aktivitäten des Tages freisetzen. Er interpretiert Co-Sleeping in Anlehnung an die Terminologie Margaret Mahlers als ein kontinuierliches, über das erste Lebensjahr hinaus verfügbares „Auftanken“ oder „Wiederannähern“.
Eine Studie wies darauf hin, dass Vorschulkinder, die seit dem Säuglingsalter getrennt schliefen, leichter alleine einschliefen, häufiger durchschliefen und früher abstillten, wohingegen früh gemeinsam mit den Eltern schlafende Kinder eine größere Unabhängigkeit in praktischen Dingen und im Knüpfen sozialer Kontakte an den Tag legten. Auch die Rolle des Vaters dabei wurde untersucht, und es gibt Hinweise, dass in der Mutter-Vater-Kind-Triade das Co-Sleeping den Effekt einer durch das Stillen veranlassten subjektiv größeren Distanz des Vaters zum Kind verringern kann. Co-Sleeping betrachtet der Kinderarzt William Sears als eine mögliche Wahl der Eltern im Rahmen von Attachment Parenting.
Forscher nehmen an, dass ein Schlafarrangement keinesfalls bestimmte Charakter- oder Persönlichkeitseigenschaften des Kindes „produziert“. Vielmehr ist es ein Element des Beziehungs- und Bindungssystems, das in seiner Gesamtheit und in Wechselwirkung mit den Eigenschaften des Kindes zu betrachten ist. Vergleiche zwischen US-amerikanischen und japanischen Familien zeigten auf, dass bei der Untersuchung der Frage, ob bestimmte Schlafarrangements mit geringeren oder höheren kindlichen Schlafproblemen einhergehen, das kulturelle Umfeld eine wesentliche Rolle spielt.
Die Psychotherapeutin Jean Liedloff berichtete im Buch Auf der Suche nach dem verlorenen Glück: gegen die Zerstörung unserer Glücksfähigkeit in der frühen Kindheit (Originaltitel: The Continuum Concept) über die Lebensweise der Yequana in Venezuela. Die frühe Kindheit der Yequana ist geprägt durch Eigenschaften wie konstanten Körper- und Sozialkontakt, Getragen-Werden, Stillen „nach Bedarf“ und das Schlafen im Bett der Eltern so lange die Kinder es wünschen. Ihr Bericht über die Yequana, die sie als freundlich, friedlich und selbstbewusst beschrieb, beeinflusste nachhaltig die Auffassungen zur Kindererziehung in Nordamerika und Europa.
In den westlichen Industrienationen hat sich in den letzten Jahrzehnten die Praxis etabliert, unmittelbar nach der Geburt der Mutter und dem Kind im babyfreundlichen Krankenhaus das Rooming-in zu ermöglichen, um von Geburt an das Stillen und die Beziehung zum Neugeborenen zu fördern. Teilweise bieten Krankenhäuser als Sonderleistung an, dass Mutter, Vater und Kind nach der Geburt gemeinsam in einem Familienzimmer untergebracht werden. Auch bei älteren Kindern wird von einer wichtigen Rolle der Anwesenheit und des Trostes der Eltern ausgegangen: Bei einem stationären Krankenhausaufenthalt von Kindern wird versucht, durch Rooming-in die psychische Belastung für das Kind zu verringern und einer psychischen Deprivation zuvorzukommen.
Eine Langzeitstudie zeigte auf, dass das Teilen des Bettes mit den Eltern weder mit Schlafproblemen, noch mit sexueller Pathologie oder jeglichen anderen problematischen Konsequenzen einherging. Vielmehr wiesen Kinder, die in der frühen Kindheit im Bett der Eltern geschlafen hatten, mit sechs Jahren eine geringfügig aber signifikant höhere kognitive Kompetenz auf. Mit 18 Jahren war keinerlei Zusammenhang mehr mit problematischen oder positiven Konsequenzen erkennbar.

## Kindersicherheit
Zur Frage, ob das gemeinsame Schlafen von Eltern und Kindern in einem Bett günstig oder ungünstig ist, und zum Grad, in dem es das Stillverhalten und die Sicherheit des Kindes beeinflusst, bestehen unterschiedliche Auffassungen.
Das gemeinsame Schlafen von Eltern und Kleinkindern wurde wegen einer möglichen Erstickungsgefahr und des hiermit eventuell gegebenen Zusammenhangs zur verdeckten Kindstötung schon früh zu unterbinden versucht. So bat Papst Stephan V. den Erzbischof Liutbert von Mainz 887/888, Eltern diesbezüglich zu ermahnen, ein gemeinsames Schlafen zu unterlassen. In der „gemeinen landsordnung des herzogthums Preussen“ von 1526 ist festgehalten, dass „[h]ierauf gepieten wir ernstlich, das ein iglich ehegat, die do kinder mit einander haben, hie mit allem ernst ermanet sei, ire kinder zu keiner zeit in ire bett zulegen […]“, wobei das gemeinsame Schlafen von Eltern und Kleinkindern anscheinend üblich blieb, so dass 1794 explizit festgelegt wurde:

„§ 738 Mütter und Ammen sollen Kinder unter zwey Jahren bey Nachtzeit nicht in ihre Betten nehmen, und bey sich oder andern schlafen lassen.
§ 739 Die solches thun, haben nach Bewandniß der Umstände, und der dabey obwaltenden Gefahr, Gefängnißstrafe, oder körperliche Züchtigung verwirkt.“

Insbesondere die Frage, ob und wie es das Risiko des plötzlichen Kindstods (SIDS) beeinflusst, ist unter Experten strittig. (Siehe auch: empfohlene Maßnahmen.) Die U.S. Consumer Product Safety Commission veröffentlichte 1999 Daten über die Zahl unfallbedingter Todesfälle in den USA in den Jahren 1990 bis 1997 unter Säuglingen und Kleinkindern, in denen das Kind im Bett der Eltern geschlafen hatte, und identifizierte darunter insgesamt 515 als durch Verstrickung oder ein Überrollen durch einen Elternteil verursacht. Darauf basierend nahm sie gegen die Praxis des bed sharing Stellung. Fälle, die als SIDS eingestuft wurden, blieben in der Untersuchung unberücksichtigt. Die Art der Auswertung der Daten der U.S. Consumer Product Safety Commission und die Schlussfolgerung wurde sehr kontrovers diskutiert. Dabei wurde u. a. hervorgehoben, dass in den USA die Zahl der mit einem Kinderbett in Zusammenhang stehenden Unfälle um ein Mehrfaches höher ist als die derer, die mit einem Elternbett in Zusammenhang stehen.
Da die Fallzahlen von SIDS im Elternbett und von SIDS im Kinderbett unbekannt sind und die Gesamtzahl der Familien, die Co-Sleeping praktizieren, nicht feststellbar ist, lassen sich aus einer Betrachtung der Gesamtheit auftretender Fälle von SIDS keine genauen Risikoabschätzungen erstellen. Es gibt deutliche Hinweise dafür, dass das gemeinsame Schlafen in einem Raum (room sharing) die Sicherheit des Kindes erhöht. Es bestehen Zweifel, ob eine universell gültige Empfehlung für oder gegen das gemeinsame Schlafen von Kind und Eltern in einem Bett ausgesprochen werden kann. In einigen Ländern, so in Japan und Hongkong, ist es gängige Praxis, dass kleine Kinder in unmittelbarem Kontakt mit den Eltern schlafen; zugleich ist dort die Rate an Fällen von SIDS deutlich geringer als etwa in den USA. Die Arbeitsgruppe zu SIDS der American Academy of Pediatrics (AAP) stellte 2005 fest, es gebe zunehmend Hinweise, dass das gemeinsame Schlafen von Eltern und Kindern in einem Raum, aber nicht in einem Bett, mit einem geringeren SIDS-Risiko einhergehe. Die Präsidentin der Academy of Breastfeeding Medicine erklärte, die Empfehlungen der AAP gegen Co-Sleeping berücksichtigten nicht die Realität des Stillens und seien ein „wahrhaft erstaunlicher Triumph ethnozentrischer Annahmen über den gesunden Menschenverstand und medizinische Forschung“.
Anthropologen fügten der Debatte um die Sicherheit des Kindes die Perspektive der Evolution hinzu und untersuchten insbesondere die Herausbildung von Schlaf-, Atmungs- und Wachheitsmustern von Mutter und Kind.
Ergebnissen einer Studie zufolge erhöht das Schlafen im Elternbett das Risiko von SIDS nur dann, wenn die Mutter raucht oder Alkoholmissbrauch vorliegt. Eine über acht Jahre durchgeführte Studie lieferte Hinweise, dass das Schlafen im Elternbett nur in bestimmten Umständen, in denen von vornherein das SIDS-Risiko erhöht ist – bei Kindern rauchender Mütter, bei Kindern mit niedrigem Geburtsgewicht bezogen auf das Reifealter, oder bei Verwendung stark wärmedämmender Bettwäsche (mit thermischem Widerstand größer als 1,0 m2 K/W) – mit einer weiteren Erhöhung des Risikos einhergeht. Eine Meta-Studie hingegen identifizierte das Schlafen des Säuglings im Bett gemeinsam mit den Eltern (bed sharing) als einen Risikofaktor für den plötzlichen Kindstod, wobei dieses Risiko den Ergebnissen zufolge besonders bei jungen Säuglingen oder bei Kindern rauchender Mütter erhöht ist. Die Autoren dieser Meta-Studie zogen daraus den Schluss, dass in Präventionskampagnen darauf hingewiesen werden sollte, „dass Kinder am sichersten im eigenen Kinderbett im Schlafzimmer der Eltern schlafen“.
Auf keinen Fall darf die Schlafstätte gefährliche Ritzen oder Strangulierungsrisiken aufweisen; auch von Co-Sleeping in einem Wasserbett oder vergleichbar weichen Schlafstätten oder auf einer Couch (mit Rückenlehne) wird abgeraten. Unter bestimmten, die Eltern betreffenden Umständen raten auch Befürworter des Familienbetts davon ab, dass das Kind im Elternbett schläft, insbesondere, wenn ein das Bett teilender Elternteil Raucher ist, alkoholisiert ist oder andere Drogen benutzt, Epileptiker ist oder Beruhigungsmittel nimmt. Auch bei extremer Übermüdung aufgrund von Schlafmangel oder bei extrem starkem Übergewicht wird davon abgeraten, das Bett mit dem Kind zu teilen. Von Co-Sleeping-Arrangements im selben Bett mit einem Babysitter oder mit älteren Kindern ist abzusehen.
In den Empfehlungen der Regierung Westaustraliens vom November 2013 wird vom Co-Sleeping im gemeinsamen Bett abgeraten. Für Frühgeborene oder sehr kleine Babys sowie Babys unter vier Monaten bestehe ein erhöhtes Risiko des plötzlichen Kindstods, ebenso für Babys, deren Eltern rauchen, übermüdet, angetrunken oder durch Drogen oder Medikamente beeinflusst sind sowie wenn das Baby überrollt oder in einer Ritze eingeklemmt werden kann oder herunterfallen könnte oder wenn es mit Bettdecken oder Kissen in Berührung kommt. Auf keinen Fall solle ein Baby mit Haustieren oder mit anderen Kindern zusammen schlafen. Sollten sich Eltern dennoch für das Co-Sleeping im gemeinsamen Bett entscheiden, sollte das Baby in einem eigenen Schlafsack neben einem Elternteil schlafen, fern von Kissen und Decken der Eltern und mit genügend Abstand zum Bettrand, um vor dem Herunterfallen geschützt zu sein. Liegt die Matratze auf dem Boden, muss genügend Abstand zu Wand und anderen Möbeln bestehen, um das Baby vor eventuellem Einklemmen zu schützen.
Eine Studie von 2014 zeigte erstmals eine vor dem plötzlichen Kindstod schützende Wirkung des Co-Sleeping auf, sofern bekannte Risikofaktoren (Schlafen auf dem Sofa, vorangehender Alkoholgenuss, Elternteil Raucher usw.) ausgeschlossen waren.
Als Alternative zum Schlafen eines Säuglings im Elternbett oder in einem eigenen Bett werden neuerdings in westlichen Industrienationen auch eigens angefertigte Vorrichtungen („Babybalkone“) propagiert, in denen ein Säugling seine eigene, halbseits mit Gitterstäben gesicherte Schlafstelle hat, welche übergangslos am elterlichen Bett befestigt ist. Sie verringern die Gefahr eines Falles aus dem Bett, gewähren aber zugleich einen eigenen Platz für das Kind.

## Kinderschutz
In den 1990ern untersuchten einzelne Studien mögliche psychologische Nachteile des Co-Sleeping. Eine Studie stellte fest, dass das Co-Sleeping mehr mit Ängsten von Kindern und Eltern sowie mit Fragen von Trennung und Schlafverhalten zu tun hatte als mit unangemessenem sexuellen Kontakt. Eine weitere Studie suchte gezielt nach empirischen Daten, die die These unterstützen könnten, dass Kinder durch Nacktheit der Eltern, Co-Sleeping im Bett der Eltern oder durch Beobachten elterlicher Sexualität einen psychologischen Schaden nehmen könnten. Nur sehr wenig empirische Daten dazu wurden gefunden, und als einziger nachteiliger Effekt konnten nur Schlafstörungen im Fall des Co-Sleepings nachgewiesen werden, wofür allerdings keine Kausalität nachgewiesen wurde.